# Крошка из Беверли-Хиллз
«Кро́шка из Бе́верли-Хиллз» (англ. Beverly Hills Chihuahua) — американская комедия, вышедшая в кинопрокат 3 октября 2008 года. Сюжет развивается вокруг разбалованной чихуахуа из Беверли-Хиллз по имени Хлоя (в оригинале озвучивает Дрю Бэрримор), которая теряется в Мексике. Чихуахуа по имени Папи, влюблённый в Хлою, пытается спасти её от добермана-злодея Эль Дьябло с помощью полицейской овчарки Дельгадо.

## Сюжет
Вив отдаёт на некоторое время свою любимицу — разбалованную чихуахуа Хлою — безалаберной племяннице Рейчел, которая неожиданно решает повеселиться с друзьями в Мексике. Перед этим Рейчел познакомилась в доме Вив с Сэмом, которого Вив наняла для создания сада в её доме. У Сэма есть собственный чихуахуа — Папи, влюбившийся в Хлою. Во время путешествия Хлою внезапно похищают и хотят сделать участницей собачьих боев. Она знакомится с немецкой овчаркой Дельгадо, который помогает ей сбежать и добраться обратно до Беверли-Хиллз. В этом ему содействует разнообразная компания зверей. В мексиканской пустыне Хлоя и Дельгадо попадают в гости к большой стае собачек чихуахуа, которые живут в развалинах древнего индейского города. Тем временем Рейчел вместе с приехавшими в Мексику Сэмом и Папи тоже пытаются отыскать Хлою, за которой теперь охотится доберман Дьябло. Его владелец — устроитель собачьих боев — намерен получить за её поимку денежное вознаграждение. Дельгадо помогает Хлое найти хозяйку. Сама же Хлоя помогает Дельгадо вновь стать помощником полиции.

## В ролях
- Дрю Бэрримор — чихуахуа Хлоя
- Энди Гарсиа — немецкая овчарка Дельгадо
- Джордж Лопес — чихуахуа Папи
- Чич Марин — крыса Мануэль
- Пол Родригес — игуана Чико
- Пласидо Доминго — длинношёрстная чихуахуа Монтесума
- Эдвард Джеймс Олмос — доберман Эль Дьябло

#### Характерные роли
- Пайпер Перабо — Рейчел
- Маноло Кардона — Сэм Кортес
- Джейми Ли Кёртис — тётя Вив
- Хосе Мария Язпик — Васкис
- Мори Стерлинг — Раферти
- Иисус Очоа — офицер Рамирес
- Эудженио Дербез — владелец магазина
- Омар Лейва — рейнджер
- Наоми Ромо — рейнджер
- Али Хиллис — Анджела

## Прокат
Согласно отчётам Box Office Mojo кинопрокат «Крошки из Беверли-Хиллз» имел коммерческий успех, получив хорошие сборы в кинотеатрах. В общей сложности фильм собрал свыше $94,5 млн на территории США, в международном прокате — более $51,3 млн.
В качестве саундтрека к теме шопинга — «If I Were a Rich Girl» взята тема из «Скрипача на крыше» — англ. «If I Were a Rich Man»